# Paripi kōmei
Paripi kōmei (パリピ孔明?) è un manga scritto da Yuto Yotsuba e disegnato da Ryō Ogawae. È serializzato da Kōdansha sulla rivista webmanga Comic Days da dicembre 2019 a novembre 2021 e successivamente su Weekly Young Magazine. Finora è stato raccolto in dodici volumi tankōbon.
Un adattamento anime della serie è stato prodotto dallo studio P.A.Works e trasmesso da marzo a giugno 2022.

## Trama
Zhuge Liang Kongming è stato un famoso politico e stratega militare cinese del III secolo. Nell'anno 234 fu ucciso nella battaglia delle Pianure di Wuzhang. In punto di morte, esprime il desiderio di vivere la sua eventuale prossima vita in luogo tranquillo e dove non ci siano spargimenti di sangue o guerre.
Si ritrova quindi nel Giappone moderno, con l'aspetto che aveva da giovane. La sua comparsa avviene durante una festa in costume di Halloween, nel quartiere di Shibuya. I partecipanti alla festa (paripi, parola macedonia dalla contrazione dell'inglese "party people") lo coinvolgono e attirano all'interno di una discoteca dove incontra Eiko Tsukimi, giovane ragazza che aspira a diventare una cantante. 
Kongming rimane incantato dalla voce di Eiko, e decide di sfruttare questa seconda vita per aiutare Eiko a realizzare il proprio sogno, affiancandola come suo "stratega".

## Media

### Manga
| Nº | Data di prima pubblicazione | Data di prima pubblicazione | Data di prima pubblicazione |
| Nº | Giapponese                  | Giapponese                  |                             |
| -- | --------------------------- | --------------------------- | --------------------------- |
| 1  | 8 aprile 2020               | ISBN 978-4-06-519219-1      |                             |
| 2  | 8 luglio 2020               | ISBN 978-4-06-520198-5      |                             |
| 3  | 14 ottobre 2020             | ISBN 978-4-06-520998-1      |                             |
| 4  | 13 gennaio 2021             | ISBN 978-4-06-522012-2      |                             |
| 5  | 14 aprile 2021              | ISBN 978-4-06-522928-6      |                             |
| 6  | 14 luglio 2021              | ISBN 978-4-06-523989-6      |                             |
| 7  | 18 novembre 2021            | ISBN 978-4-06-525885-9      |                             |
| 8  | 6 gennaio 2022              | ISBN 978-4-06-526485-0      |                             |
| 9  | 6 aprile 2022               | ISBN 978-4-06-527465-1      |                             |
| 10 | 6 luglio 2022               | ISBN 978-4-06-528482-7      |                             |
| 11 | 6 ottobre 2022              | ISBN 978-4-06-529480-2      |                             |
| 12 | 6 gennaio 2023              | ISBN 978-4-06-530382-5      |                             |
| 13 | 6 aprile 2023               | ISBN 978-4-06-531377-0      |                             |
| 14 | 6 luglio 2023               | ISBN 978-4-06-532251-2      |                             |

### Anime

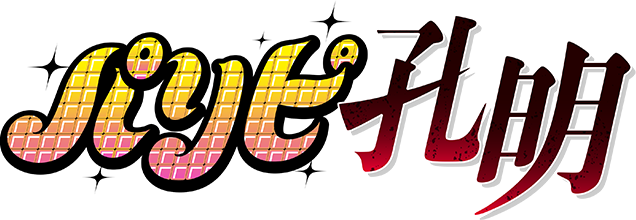
Logo della serie

| Nº | Giapponese 「Kanji」 - Rōmaji                                 | In onda        | In onda |
| Nº | Giapponese 「Kanji」 - Rōmaji                                 | Giapponese     |         |
| 1  | 「孔明、渋谷に降り立つ」 - Kōmei, Shibuya ni Oritatsu         | 5 aprile 2022  |         |
| 2  | 「孔明、計略を使う」 - Kōmei, Keiryaku o Tsukau               | 12 aprile 2022 |         |
| 3  | 「孔明、進むべき道を知る」 - Kōmei, Susumu Beki Michi o Shiru | 19 aprile 2022 |         |
| 4  | 「孔明、道を照らす」 - Kōmei, Michi o Terasu                  | 26 aprile 2022 |         |
| 5  | 「孔明、韻を踏む」 - Kōmei, In o Fumu                         | 3 maggio 2022  |         |
| 6  | 「孔明's フリースタイル」 - Kōmeizu Furīsutairu               | 10 maggio 2022 |         |
| 7  | 「天下泰平の計vol.1」 - Tenka Taihei no Kei Boryūmu Wan       | 17 maggio 2022 |         |
| 8  | 「自分を探す」 - Jibun o Sagasu                               | 24 maggio 2022 |         |
| 9  | 「たみくさのために」 - Tamikusa no Tame ni                    | 31 maggio 2022 |         |
| 10 | 「DREAMER」 - Dreamer                                         | 7 giugno 2022  |         |
| 11 | 「草船借箭」 - Sōsen Shakusen                                 | 14 giugno 2022 |         |
| 12 | 「英子の歌」 - Eiko no Uta                                    | 21 giugno 2022 |         |

## Accoglienza
La serie ha vinto nel 2020 il premio U-NEXT del Next Manga Award nella categoria web e, ad ottobre 2022, il manga aveva in circolazione oltre 1,2 milioni di copie.